# Cteniscus pyelechus
Cteniscus pyelechus là một loài tò vò trong họ Ichneumonidae.